# 海浜

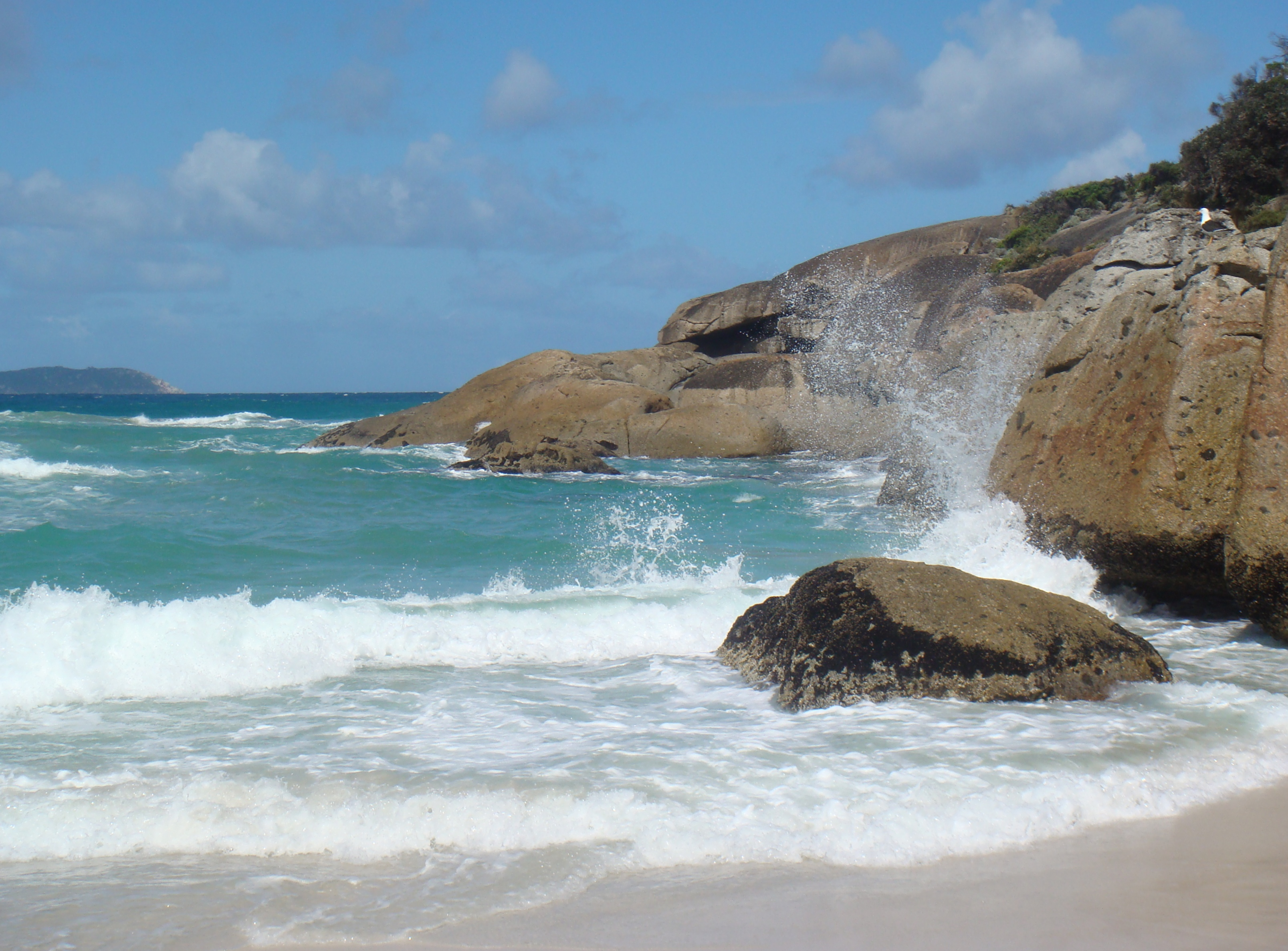
ここに見える陸地は全て「海岸」であるが、手前の「砂浜」だけは「海浜」でもある。
オーストラリアはビクトリア州のウィルソンズプロモントリー国立公園にあるスクィーキー・ビーチ（Squeaky Beach、鳴き砂の浜、鳴き砂海岸）。

海浜（かいひん）とは、水辺に形成された地形の一種である浜のうち、海に面したものを言う。あるいはまた、陸が海に接する「海岸（海岸地形）」の類型の一つを指す。
自然に形成されたものを基本とはするが、実際的用法としては、人為的に造成された自然的地形をも含む。
また、日本語としては類義語と混同されることも多く、磯、サンゴ礁、干潟などを含む場合もあり、さらには、波が打ち寄せる所（波打ち際）を意味する渚（なぎさ。本来は海岸や湖岸を指す）と同義で用いられることも多い。

## 狭義の海浜
日本語で「海浜」と言えば、海水浴適地（設備・施設の整った「海水浴場」や、設備は無いものの海水浴に適した区域）に利用される浜（砂浜と礫浜）を指すと思われがちであるが、そのような定義は存在しない。仮の話として、未知の島があった、もしくは、新しく島が生まれた、あるいは、人すらいない地質時代の島のこととした場合でも、そこに形成されている海岸地形が「浜」でありさえすれば、それは「海浜」である。
日本では、行政によって海水浴場としての整備が進み、本来の自然環境が失われている例も多数見られる。

## 広義の海浜
最広義の「海浜」には、浜のみならず、海辺環境全般が含まれる。磯やサンゴ礁、干潟、マングローブ林などもその定義に含めるという通俗的用法である。また、都市部にある海浜公園も、｢海浜｣と略される場合が多々ある。

## 人工海浜
レジャー関連の経済的空間（海水浴場など）や、水産業関連（養殖漁業関連）の経済的空間、防災上の緩衝空間（潜堤［人工リーフ］など）、生態環境保持のための自然的空間の創出等々、目的は様々であるが、人間の活動によって海浜が造り出される場合がある。自然によらない人工的作業（土木作業）によって、あるいは、自然現象を計算した上での人為的作用の結果として新たに造成（養浜）されるなどした海浜は、自然地形としての海浜と区別して、人工海浜、人工ビーチなどと呼ばれるのが本来ではあるが、必ずそのように表されているというわけではない。例えば、火山列島であるハワイ諸島の本来の海浜は溶岩性の礫や砂からなる黒い浜であるが、観光事業の演出上の目的によって他所から白砂が持ち込まれてリゾートが造成され、ワイキキビーチに代表されるハワイの海浜と言えば「眩い白砂のビーチ」というイメージが定着している。